# مارتین پالرمو
مارتین پالرمو (به اسپانیایی: Martín Palermo) (زادهٔ ۷ نوامبر ۱۹۷۳ در لا پلاتا) فوتبالیست اهل آرژانتین بود. 
پالرمو که به لوکو (دیوانه) و تیتان معروف است، در استودیانتس، ویارئال، رئال بتیس و آلاوس، لاسپالماس هم بازی کرده‌است.
پالرمو در سال ۱۹۹۸ بازیکن فوتبال سال آمریکای جنوبی شد و تاکنون در دسته برتر فوتبال آرژانتین ۲۱۳ گل زده‌است که او را هشتمین گلزن برتر تاریخ این لیگ می‌سازد.
پالرمو با از دست دادن ۳ پنالتی در بازی تیم ملی آرژانتین مقابل کلمبیا در کوپا آمریکا ۱۹۹۹ نام خود را در کتاب رکوردهای گینس ثبت کرده‌است. در آن بازی که ۰–۳ به سود کلمبیا به پایان رسید، پنالتی اول پالرمو به دیرک دروازه برخورد کرد، پنالتی دوم به اوت رفت و پنالتی سوم را دروازه‌بان گرفت. پس از آن بازی به‌نظر می‌رسید دوران بازی ملی به پایان رسیده، ولی در سال ۲۰۱۰ پس از ۱۰ سال دیگو مارادونا در بازی‌های مقدماتی جام جهانی ۲۰۱۰ او را به تیم ملی دعوت کرد. مارادونا گل دقیقه ۹۳ پالرمو به پرو در این مسابقات را که به پیروزی ۱–۲ آرژانتین منجر شد، «معجزه دیگری از سنت پالرمو» توصیف کرد. او در جام جهانی ۲۰۱۰ نیز در ترکیب تیم ملی قرار گرفت و در اولین حضور خود در جام جهانی و در اولین بازی خود با به ثمر رساندن یک گل در بازی با یونان در دقیقه ۸۹ در حالی‌که به عنوان بازیکن تعویضی وارد زمین شده بود، مسن‌ترین آرژانتینی شد که در جام جهانی گلزنی کرده‌است. موقعیتی که پیش از آن در اختیار مارادونا سرمربی تیم بود.